# Papilio garleppi
Espèce
Statut de conservation UICN

 LC  : Préoccupation mineure
Papilio garleppi est une espèce d'insectes lépidoptères (papillons) qui appartient à la famille des Papilionidae, à la sous-famille des Papilioninae et au genre Papilio.

## Dénomination
Papilio garleppi a été nommé par Otto Staudinger en 1892.
Synonymes : Heraclides garleppi.

### Sous-espèces
- Papilio garleppi garleppi ; présent en Bolivie.
- Papilio garleppi interruptus Staudinger, 1892 ; présent au Brésil et au Pérou.
- Papilio garleppi lecerfi (Brown & Lamas, 1994) ; présent en Guyane[1].

## Description
Papilio garleppi est un papillon noir et crème avec une queue aux postérieures. Ses ailes antérieures de couleur crème sont bordées et barrées de noir ce qui limite une grande plage crème et une plus petite vers l'apex. Ses ailes postérieures crème sont bordées d'une bande noire contenant deux lignes de chevrons colorées.

## Écologie et distribution
Il réside dans le nord de l'Amérique du Sud, en Guyane, en Bolivie, au Brésil et au Pérou.

### Protection
Pas de statut de protection particulier.